# Château Cos Labory
Pour les articles homonymes, voir Cos et Labory.
Le château Cos Labory est un domaine viticole de 18 hectares situé à Saint-Estèphe en Gironde. Classé cinquième grand cru au classement de 1855, il produit des vins sur l'appellation saint-estèphe. 

## Histoire
Cos Labory fut détaché du domaine château Cos d'Estournel à l'issue de la Révolution française de 1789. Le domaine a appartenu à Francois Labory, qui lui donna son nom. En 1845, Louis-Gaspard d'Estournel récupéra le vignoble mais sera obligé sept ans plus tard, presque ruiné, de le revendre.
En mars 2023, Michel Reybier rachète à la famille Audoy le Cos Labory, voisin du château Cos d'Estournel qu'il possède également,.

Illustrations du château Cos Labory au XIXe siècle
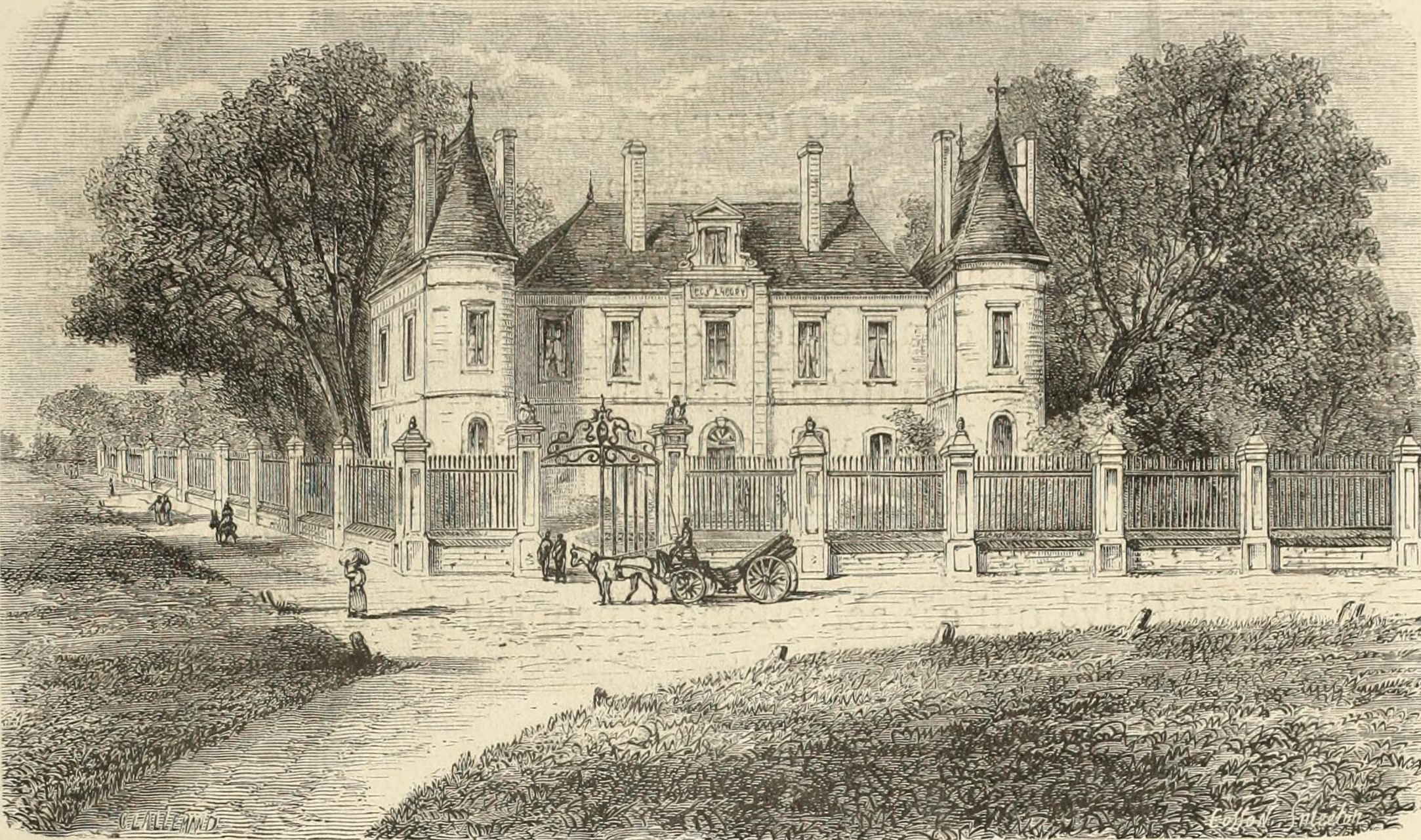
En 1838.
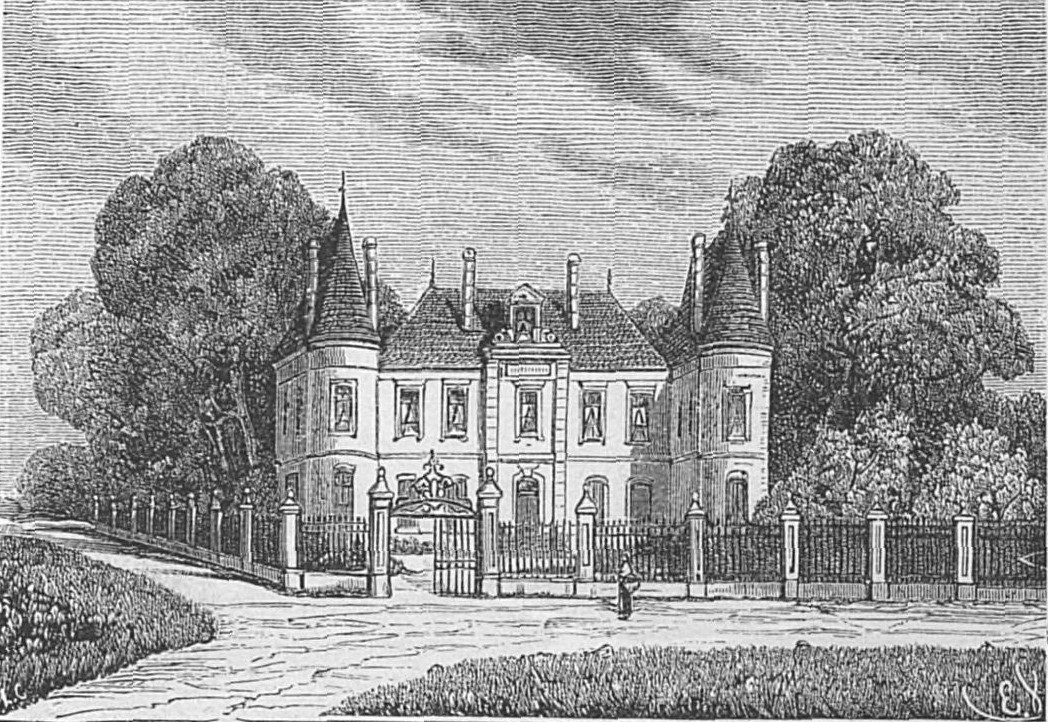
En 1893.

## Vignoble

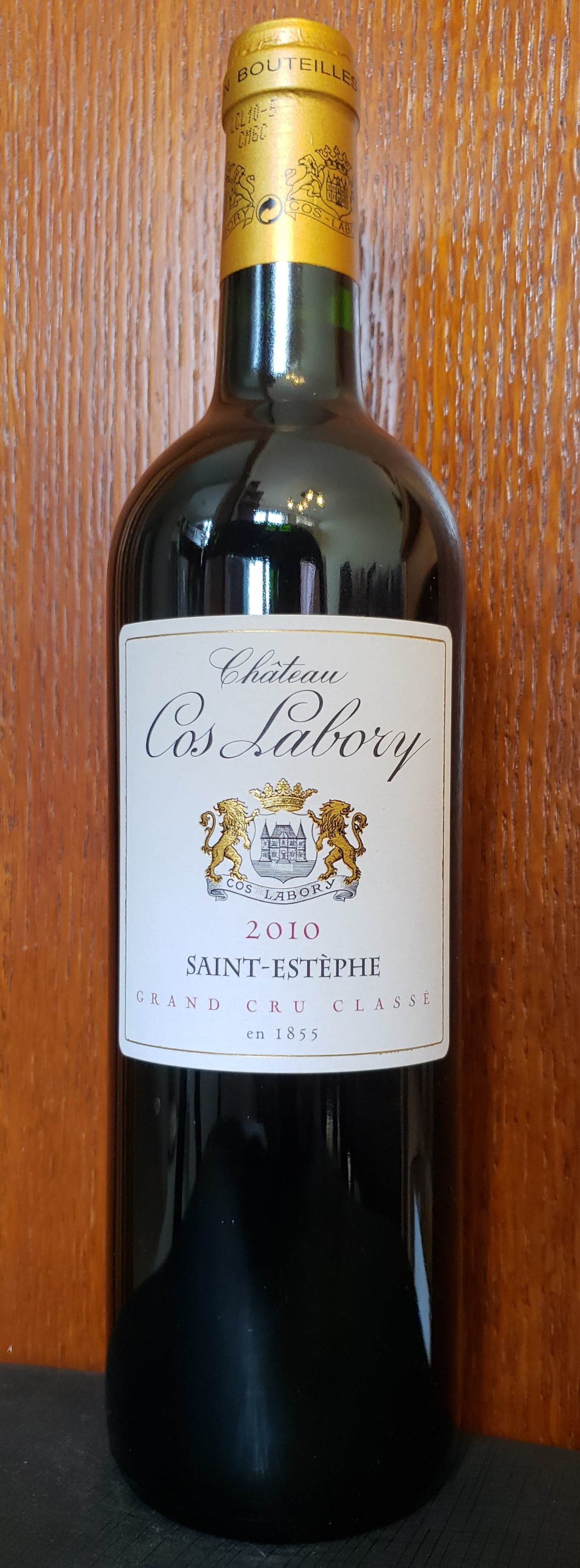
Millésime 2010 du château Cos Labory.

Le mot « cos » vient du lieu-dit « Caux » (gascon : colline de cailloux). Cette croupe de gravillons longe la route allant de Château Lafite Rothschild à Cos. Le domaine Cos Labory possède 3 hectares sur ce sol. Il n'y a jamais trop d'eau en hiver en raison de la pente et de la profondeur du sous-sol tertiaire de l'Éocène, mais la densité du caillou aggloméré de sable retient suffisamment d'humidité en été.
L'encépagement du domaine est constitué de 55 % de cabernet sauvignon, 35 % de merlot et 10 % de cabernet franc.

## Vins
Les raisins connaissent une fermentation de 18 à 25 jours. Depuis la fin des années 1990, le vin bénéficie de la fermentation malolactique en fûts de chêne. Le vin mûrit durant 15 mois dans des barriques en chêne, partiellement neuves (30 à 50 % selon l'année).
Le domaine vinifie, hormis le grand cru Cos Labory, un cru bourgeois, le Château Andron Blanquet.